# 우돈규
우돈규(禹燉珪, 1897년 7월 16일 ~ 1975년 10월 27일)는 대한민국의 정치인이다. 제5대 국회의원을 지냈다.

## 학력
- 보성전문학교법과졸업

## 경력
- 조선유도연합회장
- 판사고시합격
- 서울ㆍ대구ㆍ부산지법판사
- 부산지방검찰청검사
- 부산지검밀양지청장
- 변호사
- 민주당경북도당상무위원
- 민주당당무위원

## 역대 선거 결과
|  | 14.52% |

|  | 16.88% |

|  | 37.80% |

|  | 24.48% |